# Энтони, Джейдон
Джейдон Кья Денли Энтони (англ. Jaidon Kya Denley Anthony; 1 декабря 1999, Хакни) — английский футболист, вингер клуба «Бернли».

## Клубная карьера

### Ранняя карьера
Родился в городе Хакни, Лондон, Энтони провел десять лет в академии «Арсенала» вместе с Имилем Смитом-Роу и Рисом Нелсоном, прежде чем присоединиться к клубу «Борнмут» в 2016 году после успешного пробного периода.

### «Борнмут»
31 января 2020 года Энтони перешел в аренду на оставшуюся часть сезона в команду Южной Национальной лиги «Уэймут». Он дебютировал за «террас» в матче против «Мейдстон Юнайтед» (5:1) 29 февраля 2020 года и забил первый и единственный гол за свой короткий период аренды в матче против «Доркинг Уондерерс» (3:2) 25 июля 2020 года.
Энтони дебютировал за «Борнмут» 2 декабря 2020 года против «Престон Норт Энд» на стадионе «Виталити», где он ассистировал Сэму Сарриджу (2:3). 31 июля 2021 года Энтони сделал свой первый старт за «Борнмут» в победе клуба над «Милтон Кейнс Донс» (5:0) в Кубке Лиги.

### Прорыв первой команды
6 августа 2021 года Энтони впервые стартовал в лиге за «Борнмут» в матче против «Вест Бромвич Альбион» (2:2:) в чемпионате, где он также сделал результативную передачу. Энтони начал следующую игру лиги против «Ноттингем Форест». Главный тренер «Борнмута» Скотт Паркер прокомментировал Энтони: "Он продемонстрировал хорошие качества … у него есть возможность, и в данный момент он ею воспользовался … Каждая часть меня предполагает, что этому мальчику предстоит сыграть ключевую роль. Он забил свой первый гол за «Борнмут» в матче против «Бирмингем Сити» 18 августа 2021 года (2:0).
Энтони продолжил уверенное начало сезона, выиграв клубную награду «Игрок месяца» за ноябрь, забив четыре гола и сделав одну результативную передачу за этот период. За свои выступления Энтони также был номинирован на звание «Игрок месяца чемпионата EFL» в ноябре, проиграв Крису Уиллоку из «Куинз Парк Рейнджерс».